# Antoni Puig i Planas
Antoni Puig i Planas (Barcelona, 1924 - 2018) va ser un empresari català, doctor enginyer industrial i pintor.
Fou president del grup Puig de perfumeria i cosmètica, empresa fundada pel seu pare, Antoni Puig i Castelló (1889-1979).

## Biografia
Va estudiar al col·legi Blanquerna i va fer el servei militar a Madrid. Dedicat al sector de la perfumeria, cosmètica, plàstic i productes relacionats, després de la guerra civil espanyola va agafar les regnes, juntament amb els seus germans, d'Antonio Puig, S.A. empresa familiar fundada pel seu pare l'any 1914. Liderant l'àrea de perfumeria, va desenvolupar i comercialitzar l'emblemàtica fragància “Agua Lavanda Puig”, molt popular en els anys 1950 i 1960. Participà activament en la internacionalització, reestructuració financera i la introducció del disseny industrial al grup multinacional Puig.
L'any 1975 participà en la fundació dels laboratoris Isdin, empresa de dermofarmàcia de la qual fou conseller fins al 2003. Fou nomenat president honorari de l'assemblea general d'accionistes de l'hòlding EXEA i vicepresident de la Fundació Puig.
Va pertànyer a la junta directiva d'Òmnium Cultural des dels inicis fins al 1977, i en fou nomenat soci d'honor l'any 1984. El 1965-1967 fou vocal del Cercle d'Economia i també president de l'Institut de l'Empresa Familiar.
Combinà la seva activitat empresarial amb la seva passió per la pintura i l'escriptura, havent publicat tres llibres. Aficionat a la pintura, en la dècada de 1950 pintà retrats fauves, en els anys 1960 paisatges cubistes i a partir de 1970, quan s'instal·là a l'estudi de Calella de Palafrugell, composicions cubistes, les cases del poble i vistes de la platja. Posteriorment va fer retrats i figures al seu estudi de Barcelona. L'any 2000 va exposar 50 dels seus quadres a la galeria Artur Ramon, a Barcelona. Casat amb María Soledad Rocha.

## Premis i distincions
- 1987: Premi Creu de Sant Jordi.
- 2010: Premi Trajectòria Professional, del Col·legi d'Enginyers Industrials de Catalunya[4]